# Battaglia di Cusco
La battaglia di Cusco fu combattuta nel 1533 tra le forze spagnole e l'impero Inca. Gli spagnoli erano guidati da Francisco Pizarro. La battaglia si svolse presso la capitale Inca di Cusco, alla fine occupata dai conquistadores. Quizquiz fuggì e venne poi ucciso, lasciando gli Inca senza una guida dal momento che il secondo in comando, Chalcochima, era stato arso vivo dopo essere stato catturato. Manco II tentò di riconquistare la città tre anni dopo alla testa di circa 100 000 Inca, ma il suo tentativo fallì dopo dieci mesi di assedio (assedio di Cusco).